# Старый город (Эдинбург)
Старый город в Эдинбурге (англ. Old Town) — исторический центр шотландской столицы, внесённый в список Всемирного наследия ЮНЕСКО вместе с Новым городом в стиле классицизма и частью Вест-Энда с георгианской застройкой. Старый город сохранил множество средневековых зданий и построек периода Реформации.
Старый город расположен между Эдинбургским замком и бывшим Холирудским аббатством (ныне на его месте стоит Холирудский дворец). Главной артерией Старого города является Королевская Миля, которая состоит из череды средневековых улиц. К ней с обеих сторон сходятся улочки и тупики, так что Королевская Миля напоминает по форме рыбий хребет. Королевская Миля является одной из самых главных достопримечательностей Эдинбурга, здесь расположены Сент-Джайлс и Хаб, а также большое количество небольших магазинчиков, продающих традиционные для Шотландии виски, килты и другие сувениры.
К другим достопримечательностям исторического центра можно отнести Эдинбургский университет, Королевский музей Шотландии, Шотландский центр наследия виски, несколько церквей и множество исторических построек. Также в чертах Старого города находится Грассмаркет, славящийся многочисленными пабами.
Большинство зданий Старого города сохранились со времён постройки и являются типичными образцами средневековой архитектуры. Здания выполнены из камня, для них типичны многочисленные высокие окна. Многие здания покрыты копотью, оставшейся со Средних веков, когда дома отапливали углём и дровами, поэтому в Старом городе преобладает серый цвет. Более новые постройки отличает этажность — в позднем Средневековье население города существенно выросло, для размещения горожан строили более высокие дома. В начале XVIII века в Старом городе проживали около 80 000 человек, в наши дни — около 20 000.